# Poiana Stampei
Poiana Stampei là một xã thuộc hạt Suceava, România. Dân số thời điểm năm 2002 là 2329 người.